# Кераміка інків

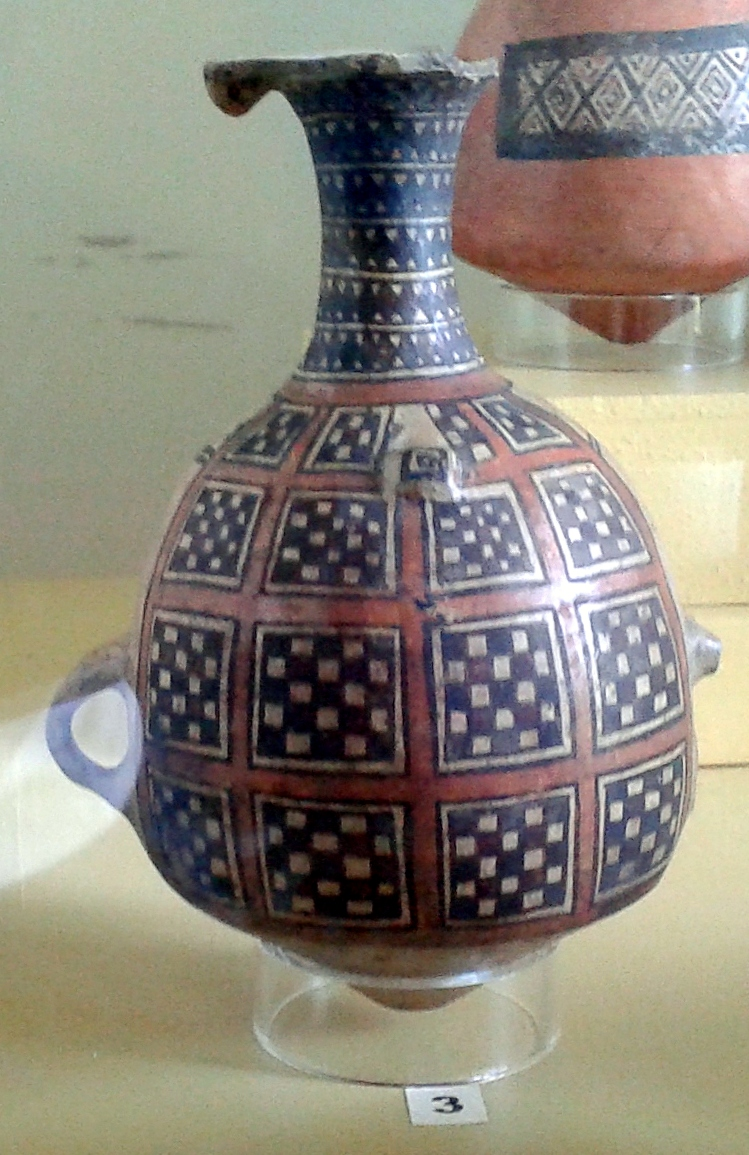
Посудина у формі арібал

Кераміка інків — один з основних видів ремісництва держави інків Тауантінсую. Традиції гончарства сформувалися на основі традицій виробництва кераміки народів Анд, перш за все держав Моче й Чиму.

## Техніки
Гончарство разом з ткацтвом було найважливішим ремеслом в імперії Інків. Вони не знали гончарного круга, проте їхні вироби з кераміки відрізняє висока якість. Усі вироби відрізняла ретельність виконання. Абсолютно унікальним виробом інкських гончарів були керамічні грілки — єдина справжня «грубка», що існувала в Тауантінсую.
Мокру глину довго місили, поки вона не перетворювалася на тягуче «тісто». У деяких областях Тауантінсую гончарі іноді додавали в глину різні речовини, так звані «потовщувачі», які підвищували міцність виробу. Інки володіли технікою полірування кераміки.
За часів інків при виготовленні кераміки повсюди застосовувався типово індіанський метод, відкритий в Південній Америці, — метод штампування виробів із застосуванням твердих форм. Цей прогресивний напівпромисловий метод дозволяв виготовляти цілі серії однакових предметів. Виготовлена в формах кераміка відрізняла стандартизована, серійними, одного типу. Діяли державні майстерні та окремі гончарі у громадах. Групи гончарів в рамках політики колонізації за наказом імператорів відправляли в різні області імперії, де ті розповсюджували традиції кераміків інків.

## Вироби

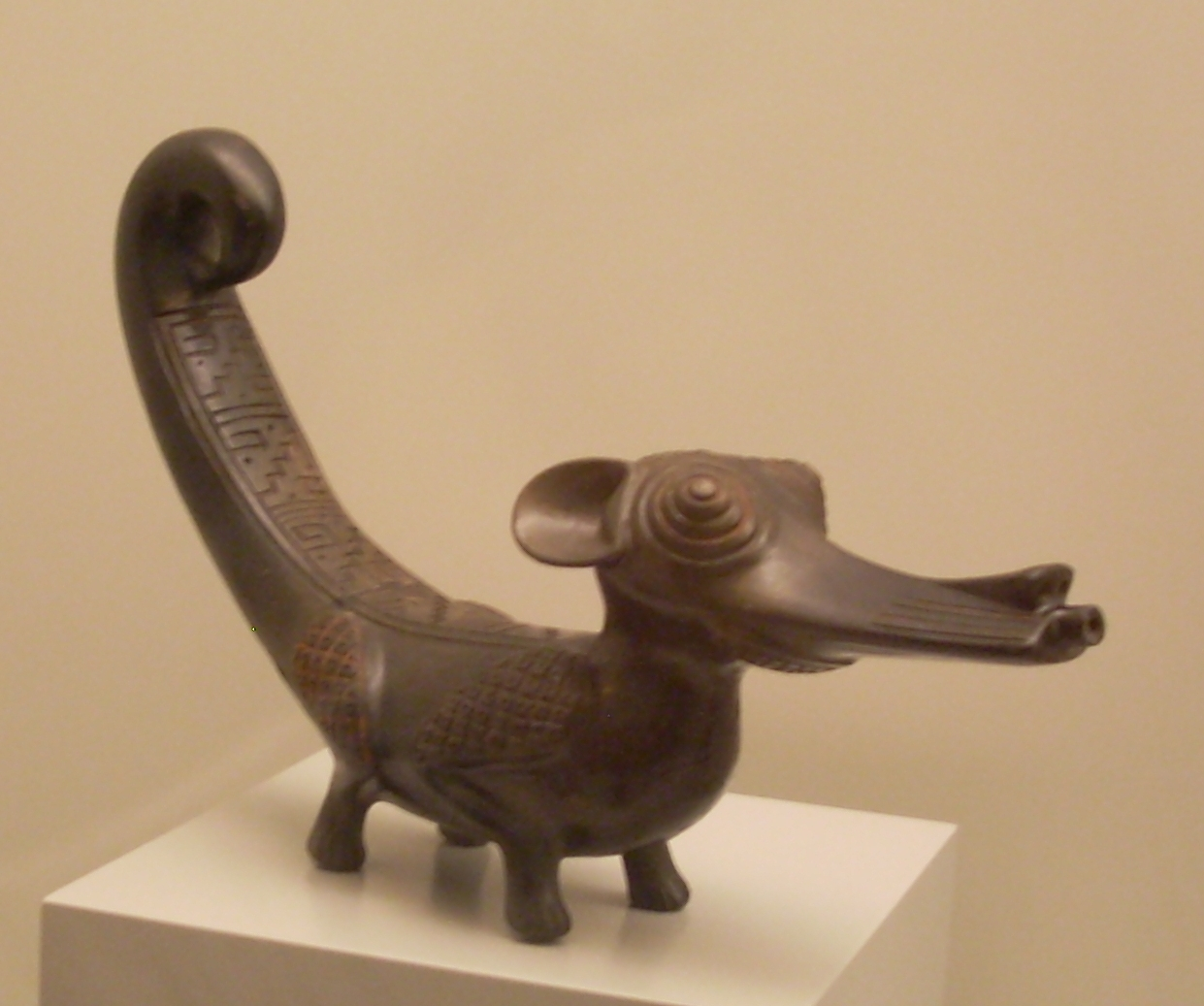
Кайман

З глини робили предмети культу, побутове начиння. Асортимент гончарних виробів інків досить обмежений. Сюди відносяться: глечики, триногі горщики, величезні кухонні судини яскраво-червоного кольору, пласкі миски, тарілки з ручками для їжі. Переважно мали конічну форму, з бічними ручками. В побуті простих людей застосовувалася більш груба кераміка. Водночас виготовлялися дитячі фігурки та майстерні фігури для прикрашання палаців імператора, членів панівної династії, знаті.
Кераміка інків була прикрашена досить різноманітними чотириколірними геометричними візерунками, перш за всі зірками, колами, шарами, смугами, трикутниками, та різні тварини, іноді птахи, риби, метелики або рослини. Використовувалися кольори: коричневий, чорний, червоний, жовтий, синій, фіолетовий, зелений, рожевий, сірий, білий, помаранчевий.
Вироби створювали переважно у формі «арібал» (великі та маленькі посудини з тонкою шиєю та конічною основою, прикрашені геометричними формами) та «керо» (кубки із зображеннями імператора або вищої знаті, священних тварин — ягуара і пуми). Великі арібали зберігалися у землі, а маленькі — бралися з собою у мандрівку. Останні також виготовляли з деревини, золота, срібла та міді. Керо використовувалися у церемоніях Сапа Інку та жерців бога Сонця. Майстерні з виготовлення керо знаходилися лише у столиці Куско.
Гончар, що ліпив і обпалюють простий побутовий посуд, покривал річні потреби 66 родин, тобто кожна з них повинна була своєю чергою забезпечувати сім'ю майстра харчами протягом 5-6 днів.